# Минука (Илиноис)
Минука (енгл. Minooka) град је у америчкој савезној држави Илиноис.

## Демографија
По попису из 2010. године број становника је 10.924, што је 6.953 (175,1%) становника више него 2000. године.
| Група             | 2000.         | 2010.         |
| Белци             | 3.815 (96,1%) | 8.916 (81,6%) |
| Афроамериканци    | 10 (0,3%)     | 355 (3,2%)    |
| Азијати           | 12 (0,3%)     | 133 (1,2%)    |
| Хиспаноамериканци | 113 (2,8%)    | 1.391 (12,7%) |
| Укупно            | 3.971         | 10.924        |